# Henry Ramos Allup

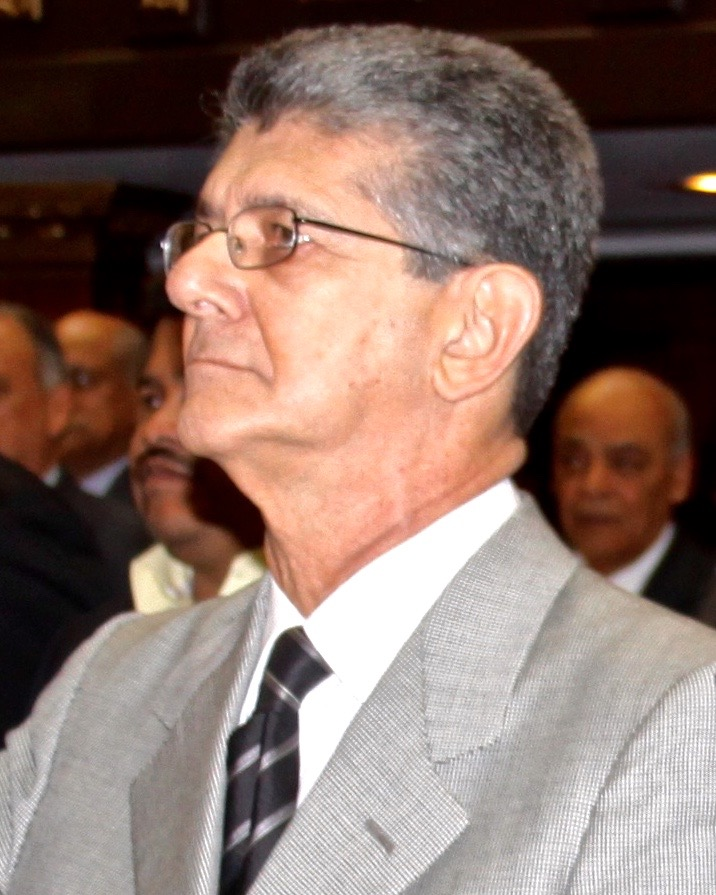
Henry Ramos Allup (2011)

Henry Lisandro Ramos Allup (* 17. Oktober 1943 in Valencia, Carabobo) ist ein venezolanischer Politiker (AD). Er ist seit 2000 Generalsekretär der AD und seit 2012 Vizepräsident der Sozialistischen Internationalen. Von 2016 bis 2017 war er Präsident der venezolanischen Nationalversammlung. Rammos Allup ist mit der Rechtsanwältin Diana D’Agostino verheiratet und hat drei Kinder.